# Атина Манукијан
Атина Манукијан (грч. Αθηνά Μανουκιάν; јерм. Աթենա Մանուկյան; Атина, 22. мај 1994) је грчко-јерменска певачица и текстописац.

## Биографија
Прво искуство Атине у музичкој индустрији било је 2007. године, када је учествовала и освојила прву награду на такмичењу талената под називом „Ово је оно што недостаје“, телевизијском програму грчког канала Алфа ТВ.
Годину дана касније учествовала је на националном избору Грчке за Дечју песму Евровизије 2008. године са песмом To Fili Tis Aphroditis.
Године 2011. Атина је објавила свој први сингл под називом Party Like A Freak, који је постао један од највећих хит синглова у Грчкој.
Године 2014. Атина је објавила сингл XO, песма је снимљена у Стокхолму.
Године 2017. Атина се пробила у музичку индустрију као текстописац и написала је музику и текст за песму Palia Mou Agapi, у извођењу Елене Папаризу, победнице Песме Евровизије 2005. године.
Године 2018. Атина је гостовала на аудицији у британској верзији Икс Фактора.
Разговарало се о томе да Атина представља Јерменију на Песми Евровизије, посебно 2015. и 2016. године. Она је разговарала о жељи да се такмичи на Евровизији за Јерменију, Грчку или Кипар. Освојила је трећу сезону јерменске националне селекције  и требало је да представља Јерменију на Песми Евровизије 2020.  у Ротердаму. Међутим, овај догађај је отказан због пандемије корона вируса. 
Међутим, у марту исте године потврђено је да она неће бити поново изабрана да представља Јерменију на Песми Евровизије 2021. године, пошто су се повукли након што су првобитно планирали да учествују, наводећи последице рата у Нагорно-Карабаху 2020. године.

## Дискографија

### Синглови
| Назив                   | Година |
| ----------------------- | ------ |
| "I Surrender"           | 2012.  |
| "Na Les Pos M'Agapas"   | 2012.  |
| "XO"                    | 2014.  |
| "Chains on You"         | 2020.  |
| "Dolla"                 | 2020.  |
| "You Should Know"       | 2021.  |
| "OMG"                   | 2021.  |
| "Kiss Me In The Rain"   | 2022.  |
| "Loca" (With Limitless) | 2022.  |
| "Bom Bom"               | 2022.  |